# Giro di Campania 1959
Il Giro di Campania 1959, ventisettesima edizione della corsa, si svolse il 5 aprile 1959 su un percorso di 245 km. La vittoria fu appannaggio dell'italiano Marino Basso, che completò il percorso in 6h52'15", precedendo i connazionali Bruno Monti e Pierino Baffi. 

## Ordine d'arrivo (Top 10)
| Pos. | Corridore             | Squadra         | Tempo    |
| ---- | --------------------- | --------------- | -------- |
| 1    | Rino Benedetti        | Ghigi           | 6h52'15" |
| 2    | Bruno Monti           | Atala           | s.t.     |
| 3    | Pierino Baffi         | Ignis           | s.t.     |
| 4    | Silvano Ciampi        | Bianchi-Pirelli | s.t.     |
| 5    | Tranquillo Scudellaro | Torpado         | s.t.     |
| 6    | Nino Defilippis       | Carpano         | s.t.     |
| 7    | Arnaldo Pambianco     | Legnano         | s.t.     |
| 8    | Giuseppe Dante        | Ignis           | s.t.     |
| 9    | Carlo Zorzoli         | Torpado         | s.t.     |
| 10   | Pasquale Fornara      | Emi-Guerra      | s.t.     |